# Zorbau (Mücheln)
Zorbau ist eine moderne Wüstung im ehemaligen Landkreis Merseburg-Querfurt in Sachsen-Anhalt. Sie wurde durch den Braunkohleabbau im Geiseltal zerstört.

## Geographische Lage
Zorbau lag im Geiseltal nordöstlich von Mücheln oberhalb des Zusammenflusses von Geisel und Stöbnitz. Nachbarorte waren Zöbigker im Südosten, Gehüfte im Süden, und Stöbnitz im Nordwesten. Die ehemalige Ortsflur liegt heute im Südwesten des Geiseltalsees nördlich der Marina Mücheln.

## Geschichte
Zorbau war ursprünglich eine slawische Siedlung im Umfeld der Burg Mücheln. 1275 erfolgte mit der Nennung von „Zurbowe“ die erste gesicherte Erwähnung des Ortes. Auch die Bezeichnung „Tzorbouwe“ war gebräuchlich. Der Ortsname bezieht sich vermutlich direkt auf den Stammesnamen der Sorben (lat. Sorabi). Agnes, Markgräfin von Brandenburg, und Magnus, Herzog von Braunschweig, schenkten dem Kloster Kaltenborn im Jahr 1327 „alles Recht was sie in Zorbau bei Mücheln haben“, mit allen Zinsen und Nießbrauch. Ab Mitte des 13. Jahrhunderts legten die Ritter derer von Knute eine Befestigung in Zorbau an, nachdem sie sich dem Raubrittertum verschrieben hatten und dadurch in Konflikt mit den Landesherren gerieten. Nach ihrer Niederlage wurden ihre Befestigungen wieder geschleift.
1485 wurde die Familie von Breitenbauch mit vier Höfen in Zorbau belehnt. 1515 hatten die Brüder Bernhardt und Wolf von Breitenbauch das Lehen über die sogenannten Lämmermühle und eine andere Mühle in Zorbau. Nach 1540 wurde Zöbigker kirchlich zu Zorbau geschlagen, mit der Bemerkung, dass es ehemals eine eigene Pfarre gewesen sei. Ein Simon Bruhn war damals der Pfarrer zu Zorbau, Eptingen, Gehüfte und Stöbnitz. Dem Lehrer von Zorbau gehörte in der Wüstung Bündorf eine halbe Hufe steuerfreies Land.
Zorbau gehörte bis 1815 zum wettinischen, später kursächsischen Amt Freyburg. Durch die Beschlüsse des Wiener Kongresses kam der Ort zu Preußen und wurde 1816 dem Kreis Querfurt im Regierungsbezirk Merseburg der Provinz Sachsen zugeteilt, zu dem er bis 1944 gehörte.
1927 hatte Zorbau 707 Einwohner, die in 50 Haushalten lebten.
Am 1. Oktober 1929 wurde Zorbau in die Stadt Mücheln eingemeindet. Im Zuge des Braunkohleabbaus im Geiseltal wurde Zorbau im Jahr 1968 umgesiedelt und 1975 abgebaggert (devastiert).

## Kirche von Zorbau
Die Kirche von Zorbau war ein schlichter romanischer Bau aus dem 12. Jahrhundert. Im Laufe der Jahrhunderte erfolgten mehrfache Erweiterungen und Veränderungen des Kirchbaues im Baustil der Gotik und Renaissance. Eine Besonderheit war der breite Querturm, der zwischen dem Schiff und dem Chor mittig der Kirche stand. Um 1500 wurde eine kleine Sakristei angebaut, die mit einem Kreuzgewölbe sowie mit Resten einer Wand- und Deckenmalerei versehen war. Die Wände schmückten drei Grabdenkmäler (Epitaphien) mit Familienwappen derer von Breitenbauch um 1580. Das gotische Portal an der Südseite der Dorfkirche, welches als Eingangstür zum Chor diente, galt als besonders schön.
In die Zorbauer Kircher waren Eptingen und Gehüfte eingepfarrt, welche keine eigenen Kirchbauten hatten. Durch den fortschreitenden Tagebau wurde die Kirche mit Zorbau und den benachbarten Orten zwischen 1965 und 1975 abgerissen.